# Carl Leavitt Hubbs
Carl Leavitt Hubbs (* 19. Oktober 1894 in Williams, Arizona; † 30. Juni 1979 in La Jolla, Kalifornien) war ein US-amerikanischer Ichthyologe.

## Leben und Wirken
Carl Leavitt Hubbs war der Sohn von Charles Leavitt Hubbs und Elizabeth Hubbs, geborene Goss. Sein Vater war Farmer, Eigner einer Eisenmine und Herausgeber einer Zeitung. Die Familie machte mehrere Umzüge, bevor sie sich in San Diego niederließ und Hubbs zum ersten Mal mit Naturgeschichte in Berührung kam. Nachdem sich die Eltern 1907 scheiden ließen, lebte er bei seiner Mutter, die in Redondo Beach, Kalifornien eine Privatschule leitete. Von seiner Großmutter mütterlicherseits, Jane Goble Goss, eine der ersten niedergelassenen Ärztinnen in Kalifornien, lernte Hubbs das Ernten von Schalentieren und andere Meereslebewesen.
Einer der Lehrer, der von Hubbs wissenschaftlichen Fähigkeiten beeindruckt war, empfahl ihm ein Chemiestudium an der University of California, Berkeley. Die Familie zog erneut nach Los Angeles, wo ihn George Bliss Culver (1873–1949), einer der vielen Volontäre des Ichthyologen David Starr Jordan (1851–1931), dazu ermunterte sein begonnenes ornithologisches Studium aufzugeben und stattdessen Ichthyologie zu studieren, insbesondere die Ichthyofauna der Flüsse von Los Angeles, die zu jener Zeit nur wenig erforscht war.
Nach dem Abschluss seines Studiums an der Stanford University, wurde der Ichthyologe Charles Henry Gilbert (1859–1928) Hubbs Mentor. Gilbert übertrug ihm die Verantwortung für die Fischsammlung der Stanford University. In diesem Zeitraum traf er den Ichthyologen John Otterbein Snyder (1867–1943), der ebenfalls ein Schüler von Jordan war. 1916 erlangte Hubbs seinen Bachelor of Arts und 1917 seinen Masterabschluss.
Von 1917 bis 1920 arbeitete Hubbs als Assistenzkurator in der Abteilung für Ichthyologie und Herpetologie des Field Museum of Natural History in Chicago. Am 15. Juni 1918 heiratete er Laura Cornelia Clark, mit der er drei Kinder, die Tochter Frances und die beiden Söhne Clark und Earl, hatte. Seine Frau, die 1915 ihren BA und 1916 ihren Masterabschluss erlangte, war Mathematiklehrerin. 1940 heiratete Frances den Ichthyologen Robert Rush Miller (1916–2003), mit dem Hubbs seit 1938 häufig zusammenarbeitete.
1920 wurde er Kurator der Abteilung für Ichthyologie des Museums of Zoology at the University of Michigan, eine Position, die er 24 Jahre innehielt. 1927 promovierte er mit einer Dissertation über „die Folgen der strukturellen Veränderungen der Entwicklungsrate bei Fischen in Bezug auf bestimmte Evolutionsprobleme“ zum Ph.D. Hubbs gehörte zu den Mitarbeitern, die erheblich zur Erweiterung der Museumssammlung beigetragen haben. So wirkte er 1929 bei einer Expedition nach Java mit, bei der fünf Tonnen neues Material gesammelt wurde. In der Folgezeit studierte er die Hybridisierung zwischen verschiedenen Fischarten.
Zusätzlich zu seiner Position als Konservator, war Hubbs zwischen 1930 und 1935 der erste Direktor des Institute for Fisheries Research in the Department of Conservation of Michigan. Seine Forschungsgebiete waren die regionale Fauna, Mortalität, Wasserverschmutzung, Wachstum und das räuberische Verhalten von Fischen. Während seiner Arbeit an der University of Michigan veröffentlichte Hubbs über 300 Artikel, die sich fast alle mit Fischen beschäftigen. Neben der US-amerikanischen Ichthyofauna studierte Hubbs eine große Sammlung von japanischen Fischarten.
Ab 1944 lehrte Hubbs Biologie an der Scripps Institution of Oceanography in La Jolla, San Diego, wo er 1969 von Francis Bertody Sumner abgelöst wurde. Von 1969 bis 1979 hatte er eine Position als emeritierter Professor.
Durch die Einschränkungen des Zweiten Weltkrieges war die Scripps Institution gezwungen ihr Forschungsschiff an die United States Army zu vermieten, was die Forschungsmöglichkeiten wesentlich einschränkte. 1946 bekam Hubbs vom Filmschauspieler Errol Flynn, der selbst Sohn eines Meeresbiologen war, das Angebot mit der Jacht „Zaca“ nach Guadeloupe zu reisen, wo er die endemische Lebensvielfalt der Insel entdeckte.
Nach dem Krieg forschte Hubbs auf den Gebieten der kommerziellen Fischerei und der Sportfischerei. Er beobachtete die Veränderungen der Populationsstruktur von Fischen in Abhängigkeit von den Temperaturschwankungen im Pazifischen Ozean. Anhand von Weichtierschalen studierte er antike Klimazonen. Seine Forschungsarbeit führte 1957 zur Gründung eines Labors, dass für die Datierung der archäologischen und geologischen Proben zuständig war. 1973 vermachte Hubbs seine Sammlung dem Archaeological Museum of Man in San Diego.

## Wissenschaftliche Arbeit und Mitgliedschaften
Hubbs veröffentlichte 712 Publikationen. Als erstes studierte er die Ichthyofauna der Großen Seen, aber nach seinem Umzug nach La Jolla, weitete er seine Forschungsarbeit auf die Meeresfauna, einschließlich der Säugetiere, aus. Hubbs arbeitete als aktiver Berater, sowohl bei Artikeln für populärwissenschaftliche Zeitschriften und für die Encyclopædia Britannica als für Radiosendungen. Zwischen 1920 und 1930 machte er die Öffentlichkeit auf den Schutz der Lebensräume für Meeressäuger aufmerksam. Für seine Verdienste um den Umweltschutz erhielt er die Goldmedaille der San Diego Natural History Society. Hubbs war Mitglied mehrerer naturwissenschaftlicher Gesellschaften, darunter die American Society of Ichthyologists and Herpetologists, die Wildlife Society und die Linnean Society of London. Er wurde mehrfach von der Academy of Natural Sciences und der California Academy of Sciences ausgezeichnet. 1952 wurde er in die National Academy of Sciences gewählt.

## Dedikationsnamen
Hubbs wird im Epitheton von fünf Fischgattungen, zahlreichen Fischarten, einer Flechtengattung und -art, zwei Weichtierarten, einer Krabbenart, drei Arten von höhlenlebenden Gliederfüßern und zwei Insektenarten geehrt. Daneben tragen der Hubbs-Schnabelwal (Mesoplodon carlhubbsi), die fossile Wellenläuferart Oceanodroma hubbsi sowie der ausgetrocknete Lake Hubbs in Nevada seinen Namen.